# Lawrence Gilliard junior

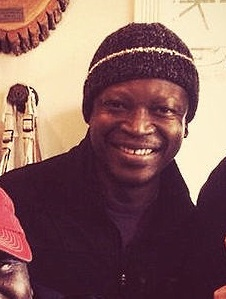
Lawrence Gilliard junior (2014)

Lawrence „Larry“ Gilliard, jr. (* 22. September 1971 in New York City, New York, Vereinigte Staaten) ist ein US-amerikanischer Schauspieler mit Auftritten in Film, Fernsehen und Theater. Seine bekannteste Rolle ist die des Drogendealers D’Angelo Barksdale in dem HBO-Drama The Wire.

## Leben
Im Alter von sieben Jahren zog er mit seiner Familie nach Baltimore, Maryland. Er studierte klassische Musik an der Baltimore School for the Arts und der Juilliard School, entschied sich aber Schauspieler zu werden. Seine erste Hauptrolle hatte er in dem Independence-Film Straight Out of Brooklyn. Er lernte das Schauspielen an der American Academy of Dramatic Arts und der Stella Adler Conservatory.
Er war als Gangster unter anderem in den Fernsehserien Law & Order, Homicide, New York Undercover und CSI: NY zu sehen. Er hatte eine wiederkehrende Rolle in der HBO-Krimiserie The Wire als Drogendealer D’Angelo Barksdale. Außerdem war er in einigen Filmen wie Waterboy – Der Typ mit dem Wasserschaden und als ein Mitglied der Dead Rabbits in Gangs of New York zu sehen. Von 2013 bis 2014 spielte er Bob Stookey in The Walking Dead.
Neben seinen Film und Fernsehrollen ist er auch als Bühnenschauspieler zu sehen. Unter anderem erhielt er positive Kritiken für seine Rolle in Topdog/Underdog.
Er ist mit der Schauspielerin Michelle Paress verheiratet.

## Filmografie
- 1991: Straight Out of Brooklyn
- 1993: Fly By Night
- 1995: Money Train
- 1995: LottoLand
- 1996: Wer ist Mr. Cutty? (The Associate)
- 1996: Trees Lounge
- 1997: White Lies – Das Leben ist zu kurz, um ehrlich zu sein (White Lies)
- 1998: The Substitute 2: School’s Out
- 1998: Next Stop Wonderland
- 1998: One Tough Cop
- 1998: Waterboy – Der Typ mit dem Wasserschaden (The Waterboy)
- 1999: Einfach unwiderstehlich (Simply Irresistible)
- 2000: Cecil B. DeMented
- 2002: Gangs of New York
- 2004: Brother to Brother
- 2004: The Machinist (El Maquinista)
- 2012: Tödliches Spiel – Would You Rather?
- 2020: One Night in Miami

Fernsehen (Auswahl)
- 1993: Homicide (Folge 1x06)
- 2002–2003: The Wire (18 Folgen)
- 2009: The Beast
- 2010: Friday Night Lights
- 2010: Lie to Me
- 2010: Detroit 1-8-7
- 2012: Army Wives (7 Folgen)
- 2012: Southland (2 Folgen)
- 2013–2015: The Walking Dead (14 Folgen)
- 2015: Graceland (6 Folgen)
- 2017–2019: The Deuce (25 Folgen)